# Runaway: A Road Adventure
Runaway: A Road Adventure ist ein klassisches Point-and-Click-Adventure des spanischen Entwicklerstudios Péndulo Studios aus dem Jahr 2001. Die Fortsetzung Runaway 2 – The Dream of the Turtle erschien Ende 2006, Teil 3 mit dem Titel Runaway: A Twist of Fate erschien 2009.

## Handlung
Der leicht konservativ wirkende New Yorker Physiker Brian Basco macht sich auf den Weg nach Berkeley, um dort eine Doktorandenstelle anzutreten. Bei einem Abstecher zur Bibliothek fährt er eine junge Frau namens Gina Timmins an. Er bringt sie sofort ins nächste Krankenhaus, wo sie ihm erzählt, dass sie in einem Hinterzimmer eines Nachtclubs mit ansehen musste, wie ihr Vater, kurz nachdem er ihr ein seltsames Kruzifix vermachte, von den brutalen Killern der Mafia-Brüder „Sandretti“ während eines Verhörs getötet wurde. Brian ist sich unsicher, ob er ihre Geschichte glauben soll, doch als er und Gina nur knapp einem Anschlag durch einen der Killer entgehen, der die Mordzeugin aus dem Weg räumen will, ist er überzeugt. Brian und Gina fliehen aus dem Krankenhaus und beschließen dann, Brians guten Freund Clive aufzusuchen, der als Anthropologe in einem Museum in Chicago arbeitet. Dort wollen sie herausfinden, was für Geheimnisse das Kruzifix birgt, welches Ginas Vater ihr kurz vor seinem Tod vermachte.
Im Museum angekommen macht Clive mit Gina einen Rundgang durch das Museum, während Brian die Geheimnisse des Kruzifixes lüften soll. Er macht Bekanntschaft mit der unfreundlichen Doktorin Susan Olivaw sowie der Putzkraft Willy und schafft es schließlich, das Kruzifix zu restaurieren. Dabei findet er heraus, dass es von den Hopi-Indianern stammt, einem alten Indianer-Stamm im Westen der USA. In diesem Moment kreuzen die Killer auf, töten Willy und Clive und entführen Gina und Brian mit einem Hubschrauber.
Brian kommt in einem Schuppen wieder zu sich. Durch einen Türspalt kann er Gina im nächsten Raum sehen, die von den Killern bedroht wird. Brian kann aus dem Schuppen fliehen und findet sich plötzlich in einer riesigen Wüstenlandschaft wieder, in welcher er drei Transvestiten trifft, die mit ihrem Tourbus auf der Strecke geblieben sind. Er freundet sich mit ihnen an und entwickelt einen Plan, um die Killer abzulenken, Gina zu befreien und dann mit dem Hubschrauber zu flüchten. Der Plan gelingt und die Transvestiten fliegen Gina und Brian bis zu einer Schlucht, wo sie hoffen, das Hopi-Dorf zu finden, um das Geheimnis um das Kruzifix zu lüften. Dort fällt Gina in einen Schacht und Brian trifft Wupuchim, den letzten Hopi-Häuptling, der ihm eröffnet, dass das Kruzifix in Wahrheit ein heiliger Schlüssel sei, der die Pforten zum Heiligtum der Hopi öffne.
Brian geht weiter und stößt auf ein altes Western-Dorf, wo er Bekanntschaft mit den Einwohnern Sushi, Saturn und Rutger macht. Zudem trifft er auch Joshua, einen verrückten Wissenschaftler, der Kontakt zu Aliens aufnehmen will. Brian hilft ihm dabei und sieht zu, wie Joshua von den „Trantorianern“ ins Weltall geholt wird. Anschließend findet er mit der Hilfe seiner neuen Freunde das Hopi-Dorf, wo er auch Gina wiedersieht, die jedoch verletzt ist. Brian sucht das Heiligtum auf, wo ihm Wupuchim ein Glas mit einem abgeschnittenen Menschenfinger gibt.
Dann kehrt Brian mit der verletzten Gina in die Western-Gegend zurück, wo sie ein Medium namens Mama Dorita treffen, die mit Toten kommunizieren kann. Brian will mit Ginas Vater sprechen und dient als Medium, sodass der Tote durch ihn sprechen kann. Anstatt ihren Vater zu rufen, redet Gina jedoch mit einem gewissen Johnny. Dann eröffnet sie Brian, dass sie ihn angelogen hat. Sie traf an dem Abend im Nachtclub nicht ihren Vater, sondern den Indianer Johnny, der falsche Geschäfte mit den Sandrettis schloss und sie um eine beachtliche Geldmenge betrog. Johnny gab ihr das Kruzifix und wurde dann von den Mafiosi getötet, wovon Gina Zeuge wurde. Gina will demnach das Geheimnis lüften, um an Johnnys Millionen heranzukommen, bevor die Killer sie finden, um sich ein neues Leben in Sicherheit zu machen.
Nach anfänglicher Wut entschließt sich Brian, ihr zu helfen und findet heraus, dass Johnny in der Gegend einen Wohnwagen hatte. Brian sucht ihn auf, muss jedoch vor den Killern flüchten, die in diesem Moment auftauchen. Ein Bewohner der Western-Stadt nimmt die beiden gefangen und wirft sie ins Gefängnis. Durch mehrere Tricksereien, bei denen Brian mehr als einmal die Hilfe von der Computer-Hackerin Sushi bekommt, schafft Brian es, die beiden Killer bei ihrem Boss anzuschwärzen und Johnnys Geld zu finden. Die Killer werden für Verräter gehalten und, nachdem sie freigelassen wurden, von ihren Vorgesetzten erschossen.
Brian und Gina stehlen Johnnys Millionen aus einer Hochsicherheitsbank und beginnen ein neues Leben ohne Gefahr.

## Spielprinzip und Technik
Runaway ist ein Point-and-Click-Adventure. Aus Sprites zusammengesetzte Figuren agieren vor handgezeichneten, teilanimierten Kulissen. Mit der Maus kann der Spieler seine Spielfigur durch die Örtlichkeiten bewegen und mit den Maustasten Aktionen einleiten, die den Spielcharakter mit seiner Umwelt interagieren lassen. Der Spieler kann so Gegenstände finden und sie auf die Umgebung oder andere Gegenstände anwenden sowie im Rahmen von Multiple-Choice-Dialogen mit NPCs kommunizieren. Mit fortschreitendem Handlungsverlauf werden weitere Orte freigeschaltet.

## Produktionsnotizen
Das Spiel besitzt zweidimensionale Hintergrundgrafiken und dreidimensionale mit der Cel-Shading-Technik dargestellte Figuren, die darin agieren. Die Steuerung in diesem sogenannten Point-and-click-Spiel erfolgt mit der Maus. Die Titelmusik des Spiels ist das Lied Runaway der Band Liquor.
2004 kam mit der Special Edition zusätzlich eine erweiterte Fassung von Runaway heraus. Die DVD-Version besitzt höher aufgelöste Videosequenzen und Bonusmaterial (unter anderem Outtakes und ein Making-of), unterscheidet sich ansonsten aber nicht vom Spielablauf der Erstausgabe.
Der Nachfolger Runaway 2 – The Dream of the Turtle wurde am 24. November 2006 veröffentlicht. Der dritte Teil Runaway: A Twist of Fate erschien am 13. November 2009.

### Synchronisation
- Brian Basco – Christian Stark
- Gina Timmins – Jennifer Böttcher
- Sushi Douglas – Stephanie Kindermann
- „Saturn“ – Sascha Draeger
- Mama Dorita – Beate Hasenau

## Rezeption
Runaway erhielt eher positive Bewertungen. Metacritic aggregiert 19 Rezensionen zu einem Mittelwert von 74. Das Fachmagazin Adventure Treff lobte die „durchdachte Story“, die Grafik, die Charakterzeichnung und die deutsche Synchronisation des Spiels, kritisierte aber Logikfehler und andere Schwächen beim Rätseldesign.